# Spearhead from Space
Spearhead from Space é o primeiro serial da sétima temporada clássica da série de ficção científica britânica Doctor Who, que foi transmitido originalmente na BBC1 em quatro partes semanais entre 3 e 24 de janeiro de 1970. Foi escrito por Robert Holmes e dirigido por Derek Martinus. Foi a primeira história de Doctor Who a ser produzida em cores.
O serial é ambientado em Essex e Londres. Na história, o viajante do tempo alienígena conhecido como o Terceiro Doutor (Jon Pertwee) e a cientista humana Liz Shaw (Caroline John) trabalham para impedir que a inteligência incorpórea dos Nestenes colonize a Terra e crie uma forma física com a ajuda dos plásticos Autons.
Spearhead from Space introduziu Pertwee como o Doutor e foi a primeira história a apresentar os Autons. Também apresenta Caroline John como sua nova acompanhante, Liz. Nicholas Courtney reprisa seu papel como o Brigadeiro Lethbridge-Stewart, que se tornou um membro regular do elenco a partir daqui.

## Enredo
O Doutor desmaia do lado de fora de sua TARDIS e é levado ao Hospital Ashbridge Cottage em Epping, onde sua anatomia incomum confunde os médicos.
Enquanto isso, uma chuva de meteoritos cai no interior da Inglaterra, e um caçador descobre um misterioso poliedro de plástico no local do acidente. O Brigadeiro Lethbridge-Stewart, da UNIT, está tentando recrutar a Dra. Elizabeth "Liz" Shaw como consultora científica para examinar quaisquer meteoritos em busca de evidências alienígenas. Shaw é cética em relação às preocupações do Brigadeiro e se ressente de ser tirada de sua pesquisa em Cambridge.
O poliedro de plástico é uma unidade de energia para uma inteligência alienígena não física conhecida como Consciência Nestene. Normalmente sem corpo, ela tem uma afinidade com o plástico e é capaz de animar réplicas humanas feitas a partir dele, chamadas Autons. A Consciência Nestene assumiu uma fábrica de brinquedos em Epping e planeja substituir importantes figuras públicas e do governo por duplicatas Autons. O Auton encarregado da fábrica envia outros Autons, menos parecidos com humanos e mais parecidos com manequins, para recuperar as unidades de energia da UNIT e do caçador.
Depois de se recuperar no hospital e evitar ser sequestrado pelos Autons, o Doutor descobre que sua TARDIS foi desativada pelos Senhores do Tempo e ele está preso na Terra. Apesar de sua recente mudança de aparência, ele convence o Brigadeiro de que é o mesmo homem que ajudou a derrotar os Yeti e os Cybermen. Juntamente com Liz, ele descobre a trama dos Nestene, assim como os Autons se ativam em toda a Grã-Bretanha e começam a matar. O Doutor monta um dispositivo de choque elétrico que ele acredita que os desativará.
A UNIT ataca a fábrica de plásticos, mas os Autons são imunes a tiros. O Doutor e Liz entram e encontram um hospedeiro de plástico com tentáculos criado pelos Nestenes como a forma perfeita para a invasão. Enquanto o Doutor luta com a criatura, Liz usa o dispositivo de choque elétrico para desligar a criatura, o efeito caindo em cascata em todos os outros Autons.
O Brigadeiro teme que os Nestenes retornem e pede a ajuda contínua do Doutor. O Doutor concorda, embora com relutância, em se juntar à UNIT. Em troca, ele precisa de instalações para ajudar a consertar a TARDIS e um carro roadster esportivo antigo que ele comandou durante a aventura. Por insistência dele, Liz também permanece como sua assistente.

### Continuidade
O Doutor diz ao Brigadeiro Lethbridge-Stewart que seu nome é doutor John Smith, um apelido usado pela primeira vez em The Wheel in Space.

## Produção
O título de produção do serial era Facsimile, e foi baseado em uma história que Robert Holmes escreveu para o filme Invasion de 1965, que mostrava um alienígena caindo em uma floresta perto de um hospital rural, onde um exame médico revela sua natureza alienígena. Mais tarde, o hospital é visitado por outros alienígenas, procurando um criminoso fugitivo. Algumas das linhas diálogo usadas pelos médicos humanos para descrever a fisiologia do alienígena foram reutilizadas aqui.[carece de fontes?]
Devido a uma greve de alguns membros da BBC fez com que esse serial fosse filmado quase inteiramente em locação, com a maioria das filmagens sendo realizada na BBC Wood Norton e em um pub perto de Radford. Sem filmagens de estúdio em fita de vídeo, isso significa que esta é a única história até o momento (excluindo o telefilme), a ser filmada inteiramente em película de filme.[carece de fontes?]
A mudança na produção para cor também exigiu alterações nos títulos de abertura do programa. O designer Bernard Lodge, que havia produzido os conjuntos de títulos anteriores usados até Spearhead from Space, originalmente pretendia produzir um novo conjunto usando a mesma técnica  "abrangente" que ele possuía para os títulos anteriores. Os testes mostraram, no entanto, que a técnica não produzia resultados satisfatórios quando usada com equipamentos coloridos e, portanto, o conjunto final foi produzido em preto e branco antes de ser tingido manualmente. Estes foram concluídos em agosto de 1969, um mês antes do início do trabalho no serial.
Os novos títulos também introduziram um novo logotipo para a série. Diferentemente dos logotipos usados nas eras do Primeiro e Segundo Doutor, que usavam uma fonte genérica, o novo logotipo era uma tentativa de ser mais estilizado, principalmente na apresentação do "D" inicial em "Doctor" e o "H" em "Who". Este logotipo seria usado até The Green Death em 1973, mas (de forma ligeiramente modificada) retornaria inesperadamente em 1996, quando foi adotado como o logotipo do telefilme produzido nos Estados Unidos. Esta versão tornou-se posteriormente no logotipo oficial do Oitavo Doutor e da própria franquia, sendo usado em romances originais, na animação Scream of the Shalka, em lançamentos de DVD e áudio-dramas da Big Finish Productions.[carece de fontes?]
Transmissão e recepção
| Episódio | Título       | Duração | Exibição original     | Audiência no Reino Unido (milhões) | Arquivo                |
| -------- | ------------ | ------- | --------------------- | ---------------------------------- | ---------------------- |
| 1        | "Episódio 1" | 23:38   | 3 de janeiro de 1970  | 8,4                                | Filme colorido de 16mm |
| 2        | "Episódio 2" | 24:21   | 10 de janeiro de 1970 | 8,1                                | Filme colorido de 16mm |
| 3        | "Episódio 3" | 24:16   | 17 de janeiro de 1970 | 8,3                                | Filme colorido de 16mm |
| 4        | "Episódio 4" | 24:47   | 24 de janeiro de 1970 | 8,1                                | Filme colorido de 16mm |

A história foi repetida na íntegra nas noites de sexta-feira na BBC1 em julho de 1971, alcançando visualizações de 2,9, 3,0, 3,4 e 3,9 milhões de espectadores, respectivamente.[carece de fontes?] Tornou-se a primeira transmissão de Doctor Who fora do seu horário típico de sábado à noite. A história foi repetida mais tarde na BBC2 em 1999.
Patrick Mulkern, da Radio Times, descreveu Spearhead from Space como uma "estreia extraordinária para o Terceiro Doutor" e também uma boa apresentação de Courtney; embora positivo em relação a John, Mulkern criticou a maneira como Liz foi "severamente estilizada". Ele também elogiou a produção, principalmente a trilha sonora de Dudley Simpson. Ele escreveu que "a única decepção real é a representação sem brilho do Nestenes" e o "Pertwee de olhos espantados" no final, quando é estrangulado pelos tentáculos, que "sempre merece uma risadinha". Christopher Bahn, do The A.V. Club achou que os Autons eram secundários ao objetivo principal do serial de apresentar o novo elenco, mas comentou que "proporcionam alguns momentos efetivamente arrepiantes". Bahn escreveu que a "principal falha" era o ritmo, pois passava muito tempo estabelecendo "o novo status quo antes de entrar em ação". Arnold T. Blumburg da IGN avaliou o lançamento da edição especial em DVD com uma nota nove, descrevendo o serial como "uma façanha impressionante - um revigoramento quase de cima para baixo do programa que parece um filme real". James Peaty, do Den of Geek, chamou Spearhead from Space "facilmente a melhor história de um 'novo Doutor'" até "The Eleventh Hour" de Matt Smith e achou que Courtney e John eram "tão bons ... que você quase não sente falta do Doutor no primeiro episódio".
Revendo o lançamento original em DVD em 2002, J. Doyle Wallis, do DVD Talk, deu a Spearhead from Space três de cinco estrelas, descrevendo-a como uma "boa exploração" com "vilões muito legais", mas criticando o pouco que o Doutor tinha a fazer, apesar de ser sua introdução. Ian Jane foi mais positivo ao revisar o serial para seu relançamento em 2012, dando-lhe quatro estrelas. Ele elogiou Pertwee e John, bem como o suspense e o ritmo. Ian Berriman, da SFX, foi positivo em relação ao serial ao analisá-lo em 2011 junto com Terror of the Autons, embora ele tenha notado que Liz era "tão sarcástica que ela é irritante", o clímax com os tentáculos era "risível ao extremo", e era uma "vergonha que parece tão sem graça" já que foi filmado em película.
Em 2009, a SFX nomeou os Autons quebrando as vitrines como o segundo momento mais assustador de Doctor Who, atrás apenas dos Weeping Angels em "Blink" (2007). A revista também listou o serial como tendo um dos 25 momentos mais bobos, citando a cena em que os olhos de Pertwee se arregalam quando ele está sendo estrangulado pela Consciência Nestene. Em 2013, Ben Lawrence, do Daily Telegraph, nomeou Spearhead from Space como uma das dez melhores histórias de Doctor Who que se passam na era contemporânea.

## Lançamentos comerciais

### Na impressão
Um romance deste serial, escrito por Terrance Dicks, foi publicado pela Target Books em janeiro de 1974, intitulada Doctor Who and The Auton Invasion. Esta foi a primeira romantização encomendada pela Target após a republicação bem-sucedida de três livros originalmente publicados em meados da década de 1960. A série de romances da Target Books duraria vinte anos e veria todos, exceto seis seriais de Doctor Who, adaptados. Nos anos setenta, este livro foi traduzido para o finlandês como Tohtori KUKA ja autonien hyökkäys, embora Doctor Who nunca tenha aparecido na televisão finlandesa até 2005. Havia também edições em neerlandês, turco, japonês e português. Em Portugal, o livro foi traduzido por Conceição Jardim e Eduardo Lúcio Nogueira e publicado pela Editorial Presença em 1982,  com o título Doutor Who e a Invasão dos Autones.
Uma leitura completa do romance feito pela atriz Caroline John foi lançada em quatro CDs em junho de 2008 pela BBC Audiobooks. A obra de arte original da Target Books, de Chris Achilleos, está na capa.[carece de fontes?]

### Home media
Spearhead from Space foi lançado em VHS em 1988; foi relançado em 1995 como uma versão episódica não editado.
Um DVD da história foi lançado pela primeira vez em janeiro de 2001, seguido por um relançamento (com nova embalagem externa) em julho de 2007. Houve um lançamento em DVD como uma edição especial em maio de 2011 como parte do box Mannequin Mania, junto com Terror of the Autons; possui recursos especiais adicionais e remasterização aprimorada. Todos os quatro episódios foram lançados para venda no iTunes.
Foi relançado em DVD em 2013 como parte do kit Doctor Who: The Doctors Revisited 1–4, junto com The Aztecs, Tomb of the Cybermen e Pyramids of Mars. O disco apresenta o serial como originalmente transmitido; seu único recurso novo foi o formato widescreen, apresentado pelo ex-showrunner da série Steven Moffat; também inclui um documentário sobre o Terceiro Doutor.
Também foi lançado em blu-ray em julho de 2013. Devido ao fato do serial ter sido filmado inteiramente em película, esta é a única história de Doctor Who da série clássica em que é possível um lançamento completo em alta definição (sem conversão). Ao revisar este lançamento, Phelim O'Neill, do The Guardian, elogiou o visual, afirmando: "Parece uma coisa pequena, mas fez uma diferença incrível; esta é a única das histórias vintage que tem a qualidade de imagem digna de uma transferência HD. O blu-ray parece excelente, como se eles tivessem filmado um filme de Doctor Who de (muito) baixo orçamento, no final de 1969, que é praticamente o que eles fizeram. Os cenários parecem mais resistentes, mais coloridos e muito melhores do que o habitual trabalho de câmera de vídeo ligado ao estúdio e sobreposto".
Na transmissão original do episódio dois, os primeiros quinze segundos de "Oh Well (Part One)", de Fleetwood Mac, podem ser ouvidos durante cenas na fábrica da Auto Plastics. Isso foi removido de alguns lançamentos de vídeo em DVD devido a problemas de direitos autorais. Está presente no lançamento de VHS de 1995 e no DVD da edição especial de 2011, pois a faixa agora é coberta pelo contrato PPL.